# What Have We Become
What Have We Become es el segundo álbum de larga duración y el último de la banda de  Hard rock Seemless.

## Lista de temas
Todas las letras escritas por Jesse Leach, toda la música compuesta por Seemless. 
| What Have We Become |                         |          |  |
| N.º                 | Título                  | Duración |  |
| 1.                  | «In My Blood»           | 4:54     |  |
| 2.                  | «Cast No Shadow»        | 4:17     |  |
| 3.                  | «Numb»                  | 4:16     |  |
| 4.                  | «Eyes Of a Child»       | 4:05     |  |
| 5.                  | «The Deep Below»        | 5:21     |  |
| 6.                  | «Seven»                 | 4:06     |  |
| 7.                  | «Jaded»                 | 4:23     |  |
| 8.                  | «Maintain»              | 4:13     |  |
| 9.                  | «Parody»                | 4:44     |  |
| 10.                 | «... Things Fall Apart» | 9:09     |  |
| 50:01               |                         |          |  |

## Créditos
- Jesse Leach- vocal
- Derek Kerswill- batería
- Pete Cortese- guitarra
- Jeff Fultz- bajo
- Josh Galeos- Mezcla

- Datos: Q7991138